# ژنگ پنگفی
ژنگ پنگفی (انگلیسی: Zheng Pengfei؛ زادهٔ ۷ آوریل ۱۹۹۳) قایقران کانو اهل چین است.
وی در مسابقات کشوری و بین‌المللی در مجموع برندهٔ ۱ مدال نقره شده‌است.